# Keenania
Keenania là một chi thực vật có hoa trong họ Thiến thảo (Rubiaceae).

## Loài
Chi Keenania gồm các loài: